# David (Michelangelo)
Il David è una scultura realizzata in marmo (altezza 5,17 m incluso il basamento di 108 cm) da Michelangelo Buonarroti, databile tra il 1501 e l'inizio del 1504 circa e conservata nella Galleria dell'Accademia a Firenze.
Largamente considerato un capolavoro della scultura mondiale, è uno degli emblemi del Rinascimento nonché simbolo di Firenze e dell'Italia all'estero. L'opera, che ritrae l'eroe biblico nel momento in cui si appresta ad affrontare Golia, originariamente fu collocata in Piazza della Signoria, come simbolo della Repubblica fiorentina vigile e vittoriosa contro i nemici.
Considerato l'ideale di bellezza maschile nell'arte così come la Venere di Sandro Botticelli è considerata il canone di bellezza femminile, molti ritengono che il David sia l'oggetto artistico più bello mai creato dall'uomo.

## Storia

### Premesse
Nell'ambizioso piano di decorazione scultorea del Duomo di Firenze fu deciso, tra il 1410 e il 1415, di includere una serie di Profeti dell'Antico Testamento da collocare lungo tutto il sistema delle tribune absidali, alla base di dove sarebbe poi sorta la cupola del Brunelleschi. Per risaltare sufficientemente a tale altezza, si decise di predisporre figure colossali, alte circa tre volte il vero, che non avevano raffronti nella statuaria post-classica. Si sa che Donatello eseguì un Giosuè in terracotta per questa serie, che rimase in opera fino al XVII secolo quando probabilmente si ruppe e andò perduta. Una seconda statua fu affidata allo stesso scultore, ma l'impresa non dovette andare oltre l'ordine di un blocco di marmo, e si sa di una terza statua che sarebbe dovuta essere ricoperta di placche di metalliche e che rimase probabilmente solo a livello di studio grafico. L'inizio dei lavori alla cupola verso il 1420, col conseguente enorme sforzo economico e progettuale, fecero sospendere il programma scultoreo, perfino nella facciata.
Doveva però restare nella disponibilità dell'Opera quel grande blocco di marmo per il secondo Profeta, eccezionale per dimensioni ma di qualità non eccelsa, che nel 1463-1464 fu affidato ad Agostino di Duccio per farne un David. La sbozzatura tuttavia, portata avanti da un suo aiuto, Bartolomeo di Pietro da Settignano detto il Baccellino, ebbe un cattivo esito, che fece abbandonare presto l'impresa (1466). Passato un altro decennio quel blocco venne affidato ad Antonio Rossellino nel 1476, ma anche questo tentativo non diede frutti.

### Un difficile incarico
Il 16 agosto del 1501 i consoli dell'Arte della Lana e l'Opera del Duomo di Firenze affidarono infine questa impresa al giovane Michelangelo, appena reduce dal suo primo successo romano della celebre Pietà vaticana. Il completamento di quello che i fiorentini erano soliti già chiamare "il Gigante" era una missione quasi impossibile, sia per le caratteristiche non ottimali del materiale, sia perché era stato sgrossato rozzamente ("male abbozatum et sculptum"), limitando le possibilità di intervento.
Il problema principale dell'abbozzo era la fragilità del marmo, dovuta alla sua scarsa qualità, alla presenza di numerose fenditure e fori, detti "taroli", e alla tendenza intrinseca di quella tipologia di marmo alla cottura, cioè alla perdita di coesione dei cristalli. Si riteneva che la forma del blocco fosse un altro ostacolo: eccessivamente alta e stretta, insufficiente per un pieno sviluppo anatomico della figura. Il blocco era friabile specialmente nella zona sotto l'attuale braccio sinistro e si temeva che una volta scolpito non fosse in grado di reggere il peso della figura sulle sole gambe.

### La scultura

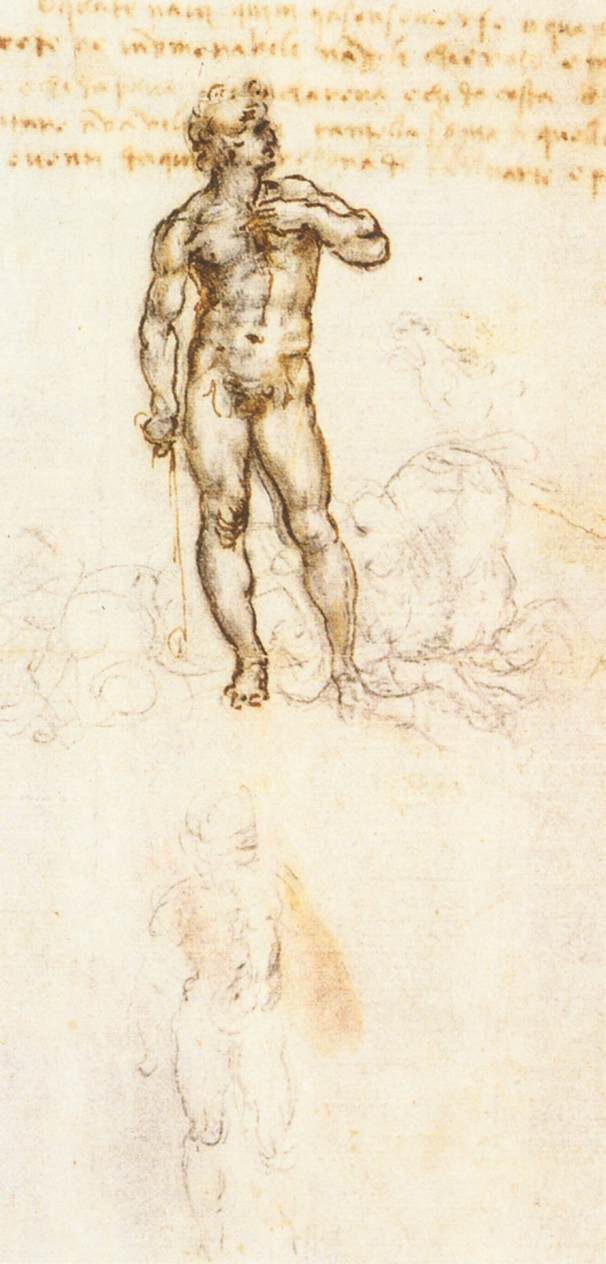
Leonardo da Vinci, studio del David di Michelangelo (dettaglio), Royal Library, Windsor

Nonostante le difficili premesse, Michelangelo, poco più che venticinquenne, non si scoraggiò e, conscio del prestigio che gli avrebbe garantito un successo, accettò la sfida, affrontando il blocco all'interno dell'Opera (l'attuale cortile del Museo dell'Opera del Duomo).
L'inizio dei lavori risale al 9 settembre 1501, quando l'artista testò la durezza del blocco sbozzandolo con qualche colpo di scalpello. Si mise effettivamente all'opera il 13. Il 14 ottobre, probabilmente disturbato dagli occhi indiscreti di chi voleva vedere il "Gigante" in lavorazione, fece costruire un recinto di tavole attorno al suo campo di lavoro.
Il soggetto sarebbe stato rappresentato nudo, come altre statue religiose dell'artista, e in un'iconografia innovativa, senza la testa di Golia ai piedi (presente come da tradizione nel David di Donatello e in quello di Verrocchio), quindi prima della micidiale sfida. Michelangelo provvide a stuccare e ricoprire le venature e i taroli della statua con malta di calce restituendo alla superficie la levigatezza tipica delle sue sculture giovanili.
L'esecuzione dovette essere circondata da un'aura di mistero e da una trepidante attesa nei fiorentini, consci dei successi romani dell'artefice e curiosi di sapere l'esito di una prova così difficoltosa. Lo stretto riserbo venne sciolto solo la vigilia della festa di San Giovanni, patrono cittadino, il 23 giugno 1503, quando venne aperto il recinto e invitata la popolazione ad ammirare il capolavoro ormai in via di completamento.
Il 26 gennaio 1504 la statua venne definita "quasi finita" e si procedette a nominare una commissione per deciderne la collocazione.
A maggio del 1504 la statua fu trasportata nella sua sede definitiva. Michelangelo vi lavorò quindi tre anni, creando un'opera leggendaria che conteneva nella sua vicenda tutte le premesse per il mito: l'enorme difficoltà tecnica, l'innegabile bellezza del risultato e le tortuose vicende che ne hanno segnato la storia.

### La collocazione

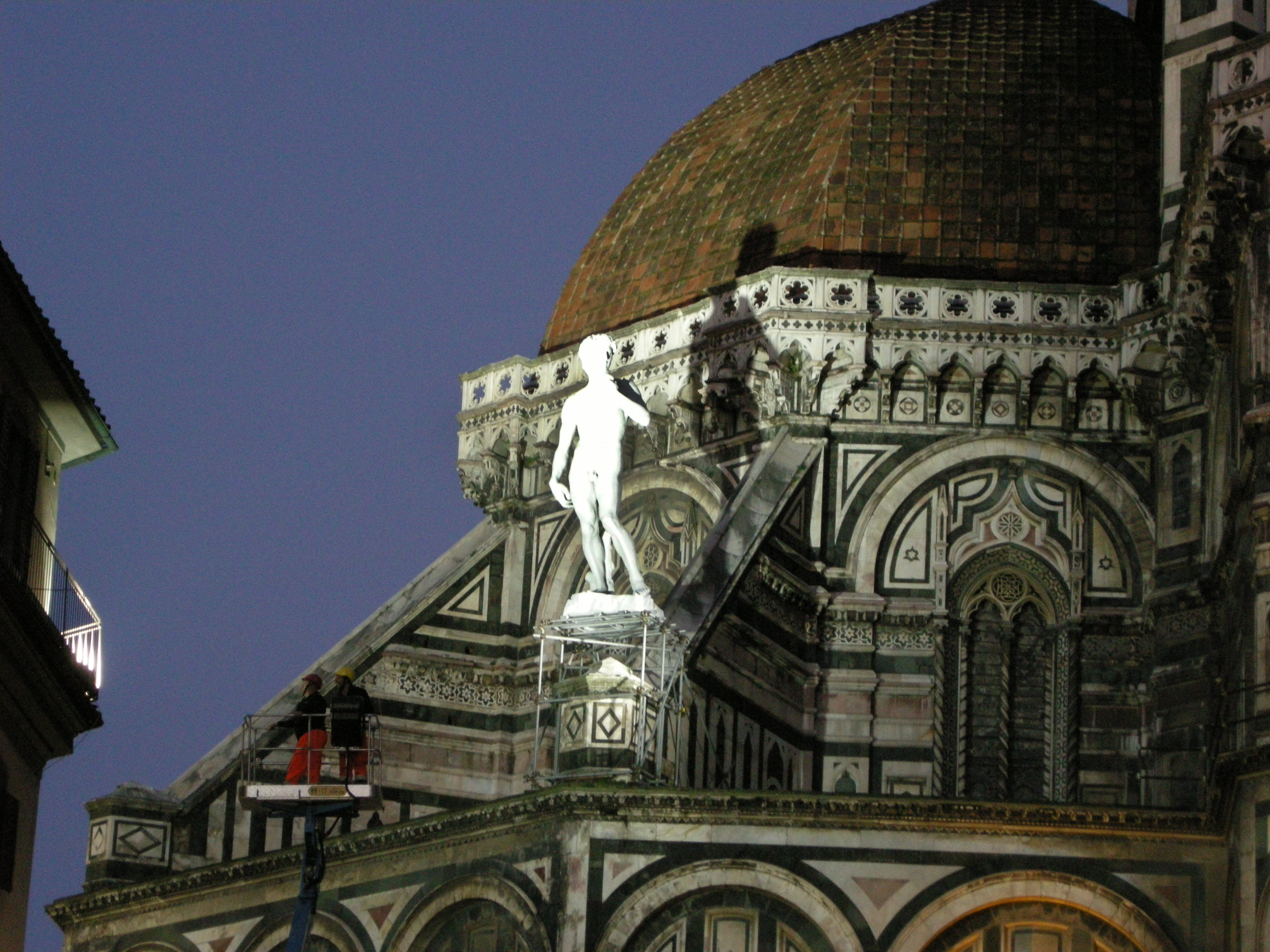
Installazione nel novembre 2010 di una replica del David nella collocazione originaria prevista, su un contrafforte della cupola di Santa Maria del Fiore

Era chiaro che il risultato superava di gran lunga le aspettative e non era più adatto per i contrafforti del Duomo, ma esigeva una collocazione più ambiziosa, in piazza dei Priori, il cuore della vita politica cittadina: ciò venne proposto dal Gonfaloniere di Giustizia Pier Soderini, evidentemente rifacendosi a un proposito dello stesso Michelangelo, trasferendo il valore simbolico del David da un contesto religioso a uno civile. Evidentemente le autorità repubblicane avevano immediatamente colto la forte simbologia politica del David: egli incarnava il giusto che, armato solo di una fionda e della fede in Dio, riesce a prevalere sul forte ma iniquo, immagine facilmente accostabile a quella di un buon governo, garante delle libertà e del bene comune, protetto dal favore divino. Non si poteva chiedere una migliore "insegna" per la Repubblica appena restaurata e per i suoi valori, dopo un periodo di forti turbolenze.
Nella commissione che doveva scegliere il luogo di esposizione dell'opera figuravano, tra gli altri, gli artisti famosi attivi in città: Sandro Botticelli, Filippino Lippi, Leonardo da Vinci, Pietro Perugino, Lorenzo di Credi, Antonio e Giuliano da Sangallo, Simone del Pollaiolo, Andrea della Robbia, Cosimo Rosselli, Davide Ghirlandaio, Francesco Granacci, Piero di Cosimo, Andrea Sansovino. Le ipotesi plausibili erano diverse: Botticelli, isolatamente, preferiva una collocazione nei pressi del Duomo; l'araldo del Comune, sostenuto in primis da Filippino Lippi, prevedeva una collocazione a lato della porta principale di Palazzo Vecchio, affacciata sulla piazza; altri suggerirono anche al centro del suo cortile; un'altra strada indicava una collocazione sotto la Loggia della Signoria.
Le ragioni della seconda opzione, proposta da Giuliano da Sangallo, erano essenzialmente conservative, poichè il marmo della statua era debole e "chotto" (infatti, come dal Sangallo ipotizzato, si sarebbe poi rovinato). A questa idea aderì Leonardo da Vinci, che prese parola per suggerire una collocazione dell'opera a ridosso della parete breve della loggia, incorniciata da una nicchia, "in modo che non guasti le cerimonie delli ufficiali". Si trattava di un'ipotesi che relegava la statua in posizione defilata, equivocandone l'essenza fisica e ribaltandone i valori formali. Vi si è voluto leggere uno spunto polemico tra i due geni, tra i quali dovevano correre pessimi rapporti. Leonardo infatti scrisse che non apprezzava gli "eccessi" anatomici che fanno parte dello stile michelangiolesco e dei suoi seguaci, pur senza mai citare direttamente il rivale: in uno schizzo che fece del David si vede chiaramente come l'enfasi muscolare, calata nel suo stile morbido e soffuso, appare quanto mai retorica e fuori luogo.
La posizione leonardesca rimase minoritaria e alla fine prevalse la posizione di Filippino Lippi. Si optò quindi per una collocazione di massimo risalto all'aperto, dominante e autorevole davanti a Palazzo Vecchio, al posto della Giuditta di Donatello: la statua doveva simboleggiare la forza della nuova repubblica.

### La sistemazione

La Galleria dell'Accademia negli anni cinquanta-sessanta

L'enorme statua venne trasportata, in quattro giorni fino al 18 maggio 1504, con una partecipazione di più di quaranta uomini, incaricati di trainare e sorvegliare lo scorrimento all'interno di una gabbia lignea, che teneva il marmo prudentemente staccato dal fondo, scorrendo su travi unte di grasso di sego, per evitare vibrazioni che potessero danneggiarlo.
Durante il tragitto, in una pausa notturna un gruppo di giovani fedeli alla fazione filo-medicea, estromessa dal potere, aggredì la statua prendendola a sassate, in quanto simbolo riconosciuto del governo repubblicano: il valore simbolico dell'opera era già estremamente evidente.
Michelangelo rifinì la statua sul posto dipingendo in oro il tronco d'albero dietro la gamba destra e aggiungendo delle ghirlande di ottone con foglie in rame dorato che cingevano la testa e la cinghia della fionda.
La Giuditta venne spostata sotto la loggia l'8 giugno. Pochi giorni dopo, l'11, venne affidata l'esecuzione di una base adeguata a Simone del Pollaiolo e Antonio da Sangallo, così che l'8 settembre di quell'anno il David poteva essere collocato al suo posto, "fornito e scoperto di tutto", esposto tuttavia agli agenti atmosferici. Il David venne rivolto a sud-ovest, in segno di sfida alle popolazioni nemiche pronte ad attaccare Firenze. Accanto a lui doveva essere posta anche un'altra statua, raffigurante Ercole, a simboleggiare la forza sia fisica (Ercole) sia intellettuale (David) dei fiorentini e della Signoria, ma questa seconda statua non fu mai realizzata da Michelangelo e solo in seguito venne scolpita da Baccio Bandinelli.
Allo scultore vennero pagati 400 fiorini.

### Il mito delDavid

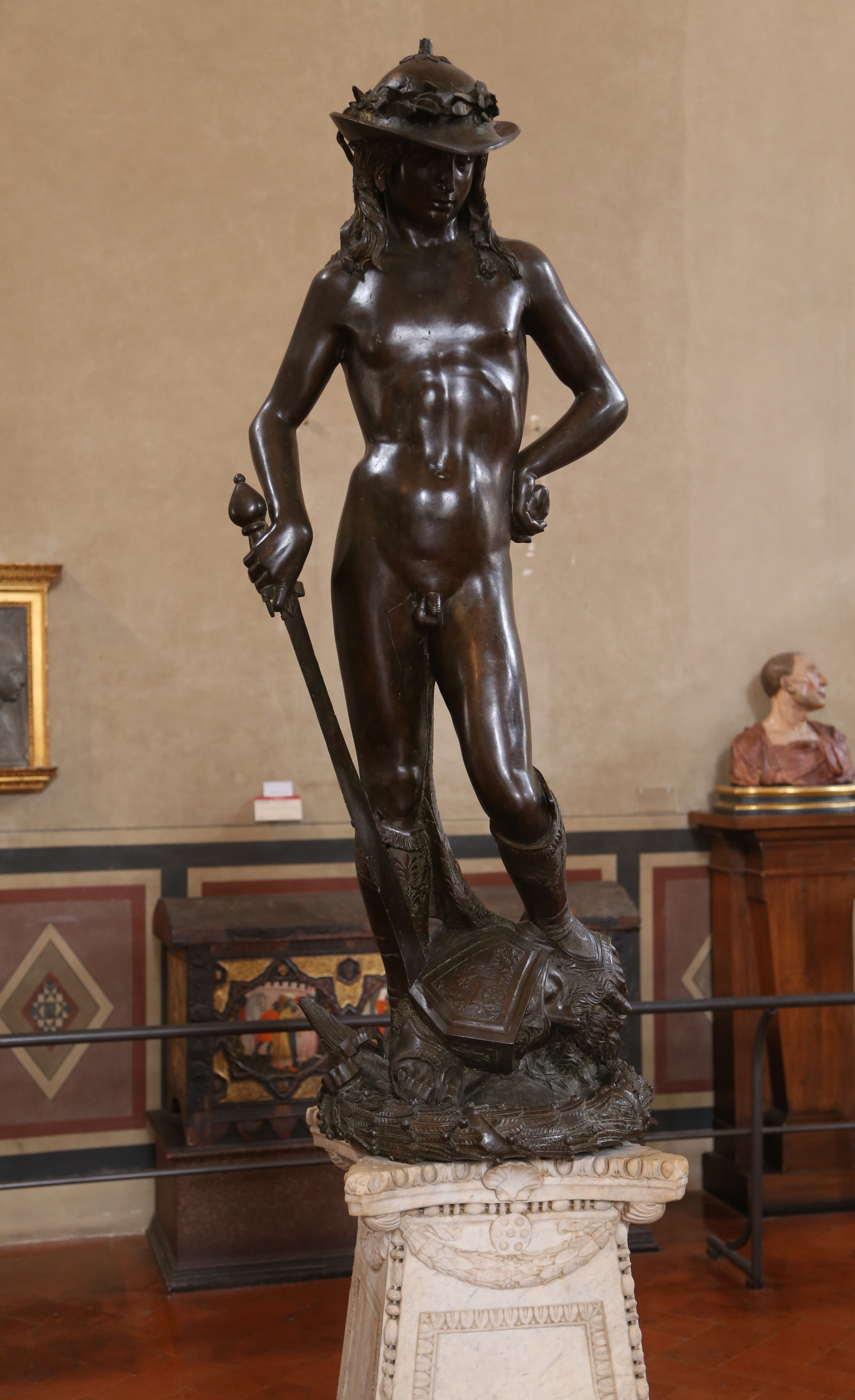
Il David di Donatello

Il successo del David di Michelangelo fu immediato. L'umanista Pomponio Gaurico nel suo dialogo De Sculptura del 1504 lo porta come esempio di arte eccelsa, lo stesso fece Benedetto Varchi anni dopo, mentre a testimonianza del mito che la statua incarnava nella cultura umanistica rinascimentale valgono le parole di Giorgio Vasari nelle Vite de' più eccellenti pittori, scultori e architettori nell'edizione del 1550 «[…] e veramente che questa opera ha tolto il grido a tutte le statue moderne et antiche, o greche o latine che elle si fossero […] perché in essa sono contorni di gambe bellissime et appiccature e sveltezza di fianchi divine; né mai più s'è veduto un posamento sì dolce né grazia che tal cosa pareggi, né piedi, né mani, né testa che a ogni suo membro di bontà d'artificio e di parità, né di disegno s'accordi tanto. E certo chi vede questa non dee curarsi di vedere altra opera di scultura fatta nei nostri tempi o ne gli altri da qualsivoglia artefice».
Sin dai tempi della sua prima apparizione la statua del David venne celebrata come l'opera capace di mutare il gusto estetico del suo tempo e di affermarsi quale espressione ideale del Rinascimento, grazie all'applicazione dello studio anatomico al fine di rendere con forme virili possenti e armoniche l'immagine del nudo eroico, la cui forma era la realizzazione fisica, di un complesso insieme di valori filosofici ed estetici. I Fiorentini si immedesimarono con l'aspetto atletico e fiero del giovane eroe, interpretandolo come espressione della forza e della potenza della città stessa nel momento del suo massimo splendore; per i sostenitori della Repubblica divenne il simbolo della vittoria della democrazia sulla tirannide esercitata in precedenza dalla famiglia Medici.

### Danni e riparazioni
Nel 1512 una saetta colpì il basamento, che preoccupò per le "crettature", cioè i segni di cedimento, all'altezza delle caviglie, ma in definitiva non ci furono danni.
Il 26 aprile 1527, durante la terza cacciata dei Medici da Firenze, ci furono tumulti in città e un gruppo di repubblicani, asserragliati in Palazzo Vecchio, per difendersi dagli oppositori lanciarono dalle finestre pietre, tegole e mobili, che andarono a cadere anche sul David, causando gravi danni, quali la rottura del braccio sinistro in tre pezzi e la scheggiatura della fionda all'altezza della spalla. Giorgio Vasari e Francesco Salviati, allora poco più che garzoni di bottega rispettivamente di quindici e sedici anni ma già devoti estimatori di Michelangelo, raccolsero i frammenti della statua e li nascosero in casa del padre del Salviati, nel chiasso dei Baroncelli. Con il ritorno del granduca Cosimo I si provvide al restauro. I segni dell'episodio sono ancora visibili.
Nel 1813 il dito medio della mano destra fu ricostruito in seguito a un danneggiamento. Nel 1843 lo scultore Lorenzo Bartolini, direttore delle "Regie Fabbriche", incaricò Aristodemo Costoli del restauro, che fu eseguito col metodo drastico che allora era comunemente adottato: pulitura a base di acido cloridrico e di ferri taglienti per togliere le croste superficiali. L'intervento nel corso degli anni si rivelò nefasto: si registrarono danni irreparabili alla superficie del marmo.
Il 29 agosto 1846 il fonditore Clemente Papi fece il calco in gesso che servì poi come base della futura gettatura in bronzo della copia, che attualmente si trova in piazzale Michelangelo, sulla terrazza che domina Firenze.

### Il trasferimento

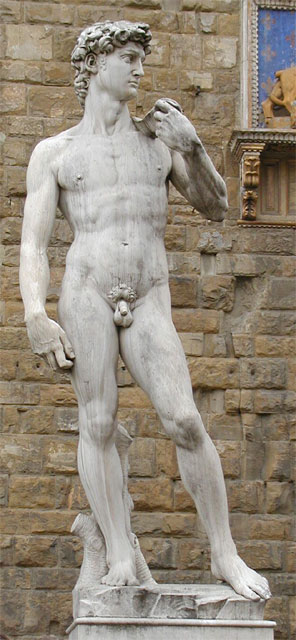
La copia attualmente in piazza della Signoria (1910)

Nel 1872, viste le condizioni precarie di conservazione, fu deciso il ricovero della statua nella Galleria dell'Accademia a Firenze. Per accogliere la grande statua venne incaricato l'architetto Emilio De Fabris di costruire una nuova Tribuna scenograficamente posta al termine della Galleria dei Quadri antichi, con un'illuminazione propria, garantita in alto da un lucernario. Nell'agosto del 1873 la statua venne imbracata in un complesso carro ligneo, il cui modellino è visibile nel museo della Casa Buonarroti, e scorse su rotaie per le vie del centro fino all'Accademia, ancora una volta tra imponenti misure di sicurezza, accompagnata dal clamore popolare.
Nel museo restò però chiusa nella sua cassa per nove anni, in attesa del termine dei lavori alla Tribuna. Nel 1875, con le celebrazioni del IV centenario della nascita di Michelangelo si decise di creare una mostra con le riproduzioni in gesso dei suoi capolavori scultorei, e per l'occasione il David venne spacchettato provvisoriamente, entro la tribuna allestita con tendaggi che coprissero la zona al di sopra della trabeazione ancora in fase di edificazione.
Il 22 luglio 1882 il Museo michelangiolesco venne finalmente inaugurato e la statua rivelata alla fruizione del pubblico.
In piazza della Signoria, nel 1910, venne collocata una copia della statua, realizzata dallo scultore Luigi Arrighetti, vincitore di un apposito concorso indetto per la sua realizzazione.

### Vicende recenti e il restauro
Nel 1991 un vandalo con problemi psichici, Piero Cannata, danneggiò la statua con un martello. Un fatto simile era accaduto vent'anni prima alla Pietà vaticana, che fu pazientemente restaurata. In confronto a quell'atto, però, i danni al David furono assai più limitati: la scheggiatura dell'alluce e delle prime due dita del piede sinistro, che venne subito completato adoperando i frammenti originali e servendosi dei numerosi calchi esistenti per reintegrare la lacuna in maniera identica all'originale.
A partire dal 2003 il monumento è stato sottoposto a un accuratissimo lavaggio e restauro a cura del laboratorio di restauro dell'Opificio delle pietre dure di Firenze. Questo lungo lavoro è stato realizzato per celebrare il cinquecentenario della realizzazione dell'opera nel 2004. Il contestato metodo di restauro imposto dal comitato scientifico portò alle dimissioni della restauratrice incaricata, che rifiutò di eseguire restauri con liquidi sull'opera di Michelangelo. Critiche all'intervento di restauro, definito non necessario, sono arrivate anche dagli USA. Al termine dei lavori sono stati esposti accanto al David opere e installazioni di artisti contemporanei internazionali (fra i quali Jannis Kounellis), con un accostamento originale che ha suscitato clamore e interesse in tutto il mondo.

### La disputa tra Comune e Stato
Nel 2009 il Comune di Firenze, guidato dall'allora sindaco Leonardo Domenici, propose un nuovo trasferimento del David per decongestionare il turismo nel centro cittadino, proponendo come sede alternativa la Stazione Leopolda. La proposta, presa più che altro come una provocazione, non venne ascoltata, ma fu all'origine di un contenzioso tuttora aperto tra Comune e Stato.
Con ricerche d'archivio fatte in quell'occasione, saltò infatti fuori che nell'atto di donazione di Palazzo Vecchio dallo Stato al Comune (1871) era incluso l'Arengario (cioè la platea rialzata davanti al palazzo) e tutte le statue presenti, compreso quindi il David. Ciò ha indotto l'allora neoeletto sindaco Matteo Renzi a intraprendere una contesa legale con lo Stato rivendicando la proprietà della statua, che all'epoca fruttava circa 8 milioni d'euro all'anno in introiti legati agli ingressi alla Galleria dell'Accademia e al merchandising.
Dal canto suo lo Stato ha risposto, tramite i suoi legali, che la statua non era compresa nella donazione, non essendo elencata negli inventari, poiché era già sottinteso il suo trasferimento all'Accademia, al quale infatti il Comune allora non si oppose.

## Descrizione e stile

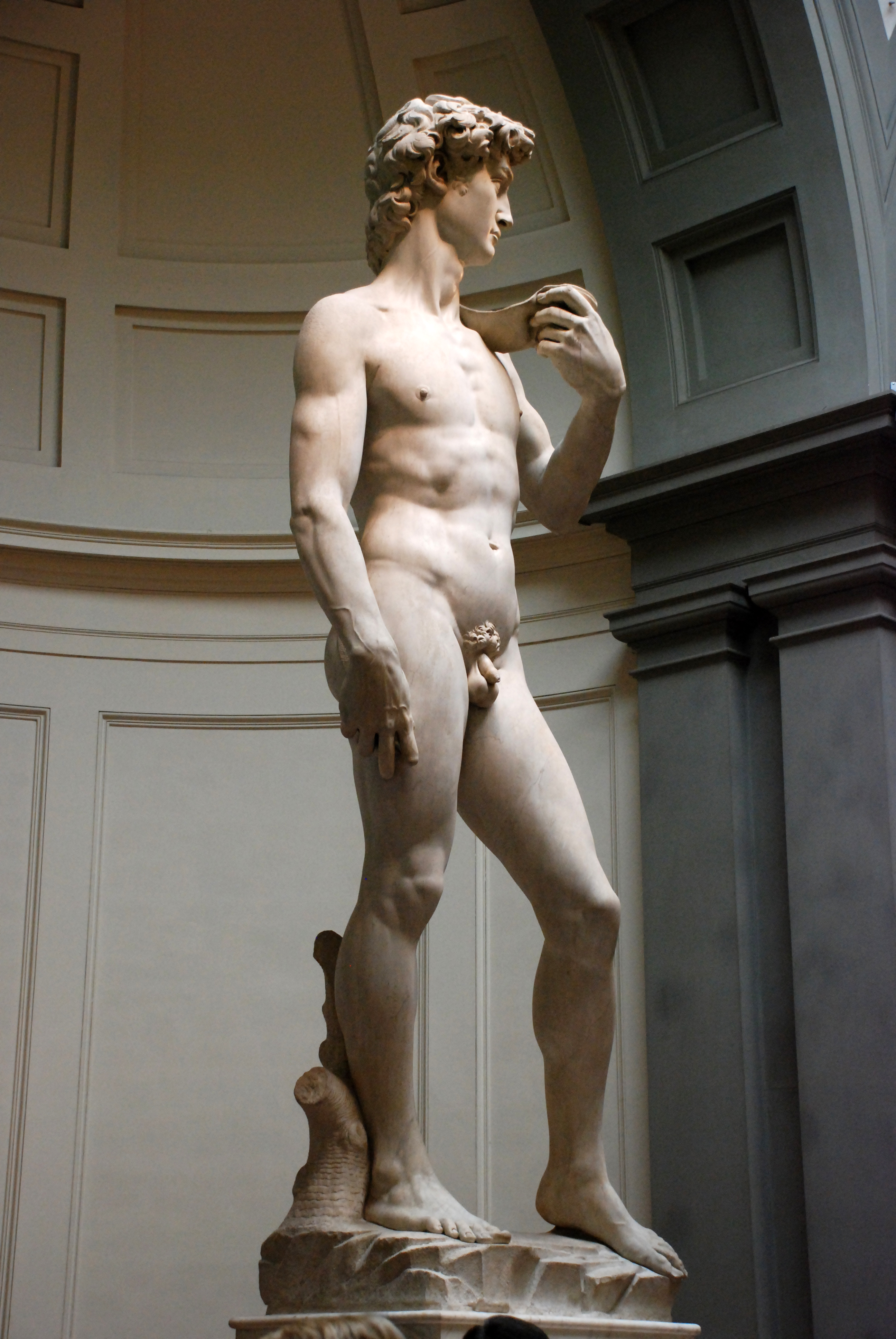
Veduta laterale

Il soggetto del David, fortemente radicato nella tradizione figurativa fiorentina, venne rielaborato evitando gli schemi compositivi consolidati, scegliendo di rappresentare il momento di concentrazione prima della battaglia. I muscoli del corpo sono poderosi ma ancora a riposo, tuttavia capaci di trasmettere il senso di una straordinaria potenza fisica. L'espressione accigliata e lo sguardo penetrante rivelano la forte concentrazione mentale, manifestando quindi la potenza intellettuale che va a sommarsi a quella fisica.

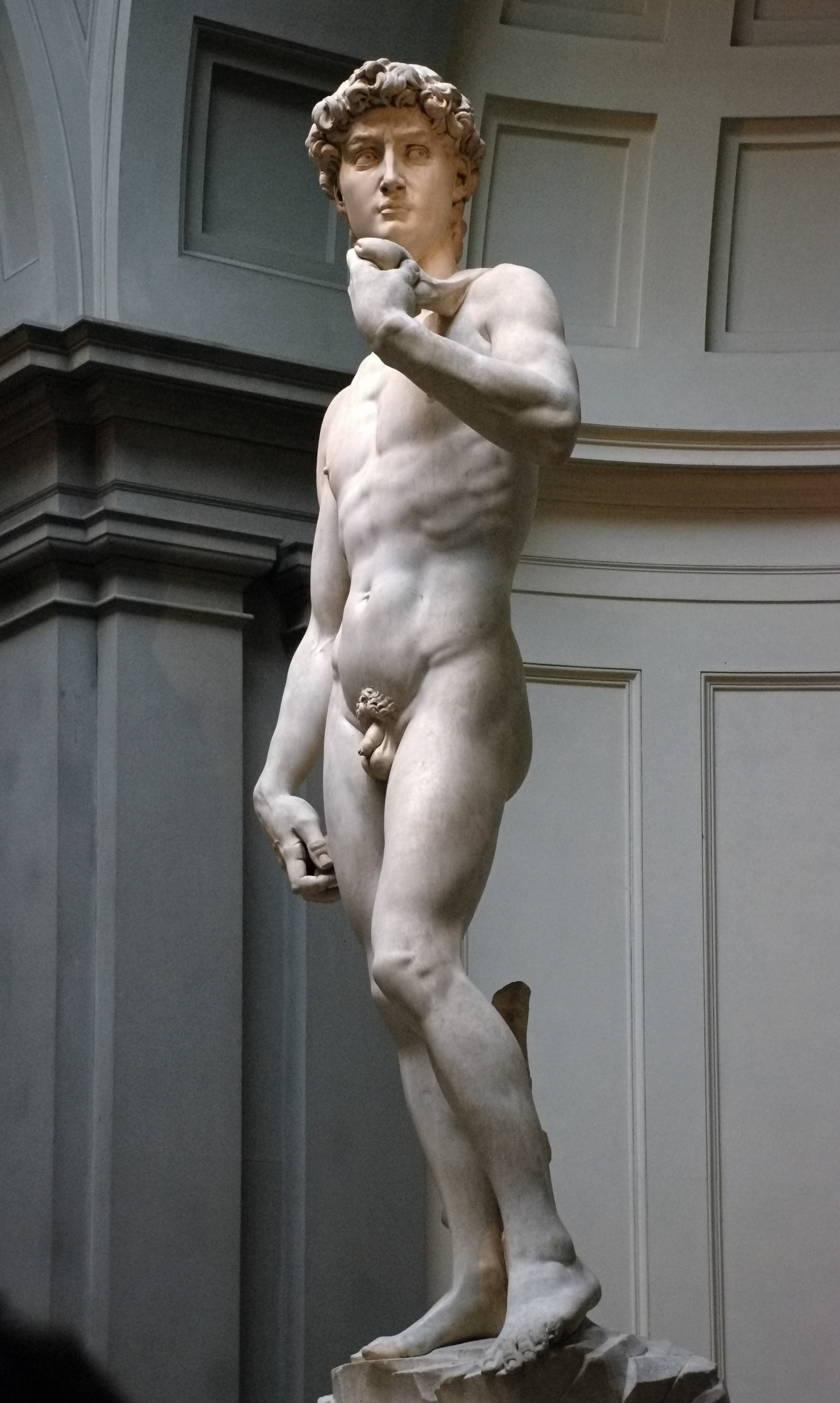
Veduta laterale

L'eroe biblico è rappresentato nel momento in cui si appresta ad affrontare Golia, il gigante filisteo; nella mano destra, infatti, stringe il sasso con il quale sconfiggerà il nemico da lì a poco. Lo sguardo fiero e concentrato è rivolto al nemico, con le sopracciglia aggrottate, le narici dilatate e una leggera smorfia sulle labbra che forse tradisce un sentimento di disprezzo verso Golia.

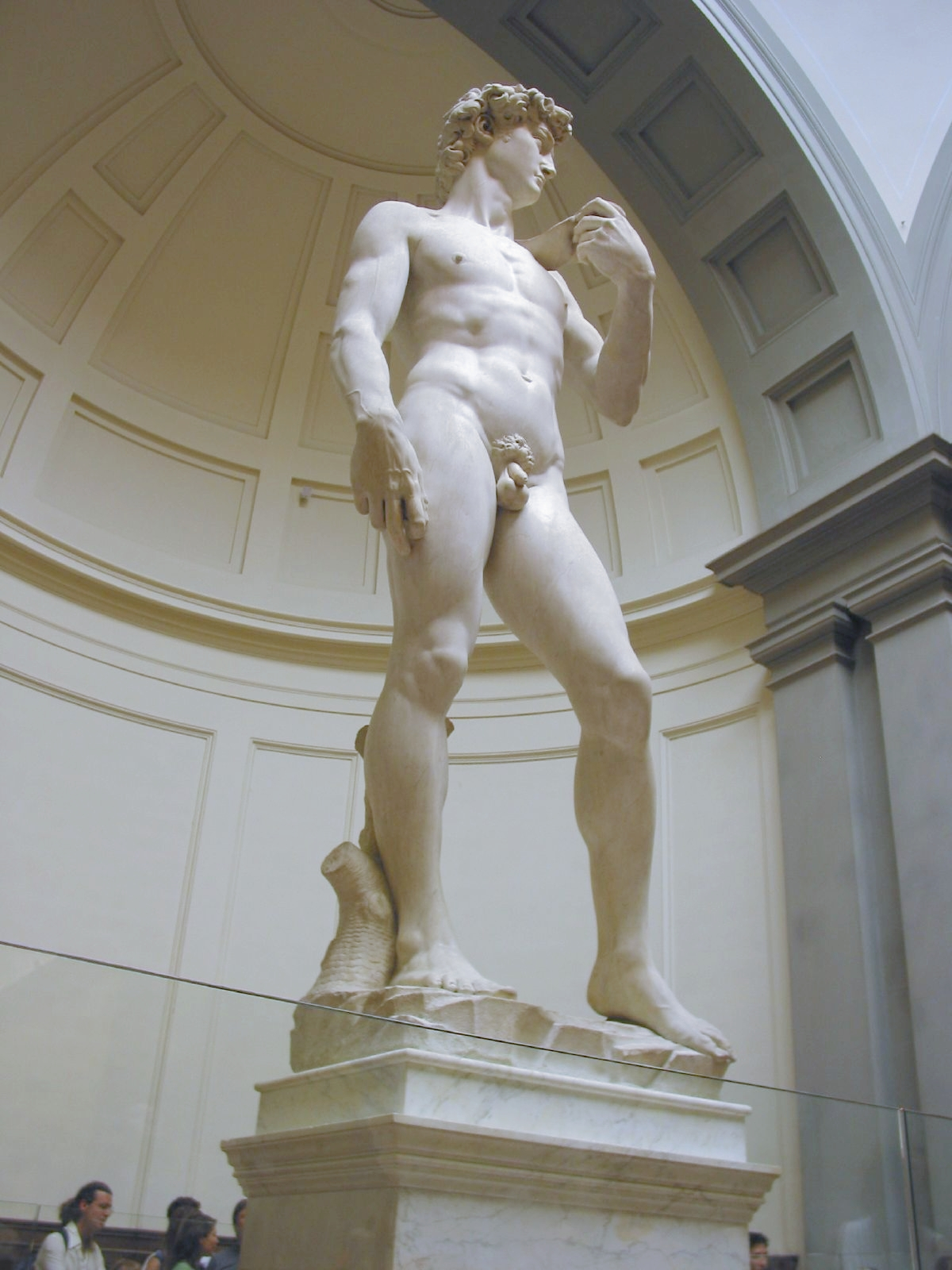
Veduta dal basso

Nella realizzazione degli occhi Michelangelo perfezionò la tecnica di perforare le pupille affinché potessero evitare la luce e creare un gioco di ombre che rende gli occhi molto più penetranti. Difficile è dire perché Michelangelo rompe con la tradizione che vuole Davide rappresentato con la testa di Golia tagliata oltre che non possente e muscoloso ma adolescente e minuto (nelle opere di Ghiberti, Donatello e Verrocchio). Di certo ci sono che il masso era fragile e già sbozzato e quindi forse non permetteva la creazione agile della testa; che il David di Michelangelo doveva rappresentare la neonata Repubblica e si doveva distinguere dal David di Donatello che invece sanciva la consacrazione divina dei Medici tiranni (e non a caso con la nascita della repubblica era stato portato via da Palazzo Medici); che la religiosa conoscenza della sacre scritture in Michelangelo era approfondita e che la scelta di un eroe consapevolmente forte era ratificata dal passo della Bibbia in cui Davide dichiara di aver ucciso orsi e leoni con l'aiuto di Dio e di non aver timore di Golia (Samuele 17:34-37); la tesi è che la forza di David non proviene solo dalla fede religiosa in Dio, come altre versioni artistiche dell'eroe, gracile e quasi femmineo, sembrano avallare. In ogni caso Michelangelo non ha lasciato nessuno schizzo o documento né altre opere del periodo che testimonino le motivazioni delle scelte fatte, tra l'altro in autonomia, perché l'incarico non era per una statua di tale "grandezza" né per essere posizionata davanti a Palazzo Vecchio.
Per evitare di porre il peso della statua sulla parte sinistra del blocco, più debole, Michelangelo appoggiò il peso sulla gamba destra, rafforzata da un piccolo tronco che ha una funzione essenzialmente statica, come era d'uso nella statuaria antica. La posa è quella tipica del contrapposto, che, tramandata anche nel Medioevo, derivava dal canone di Policleto. Infatti il braccio destro e la gamba sinistra sono rilassate, al contrario delle altre due estremità.
Il corpo atletico, al culmine della forza giovanile, si manifesta tramite un accuratissimo studio dei particolari anatomici, dalla torsione del collo attraversato da una vena, alla struttura dei tendini, dalle venature su mani e piedi, alla tensione muscolare delle gambe, fino alla perfetta muscolatura del torso.

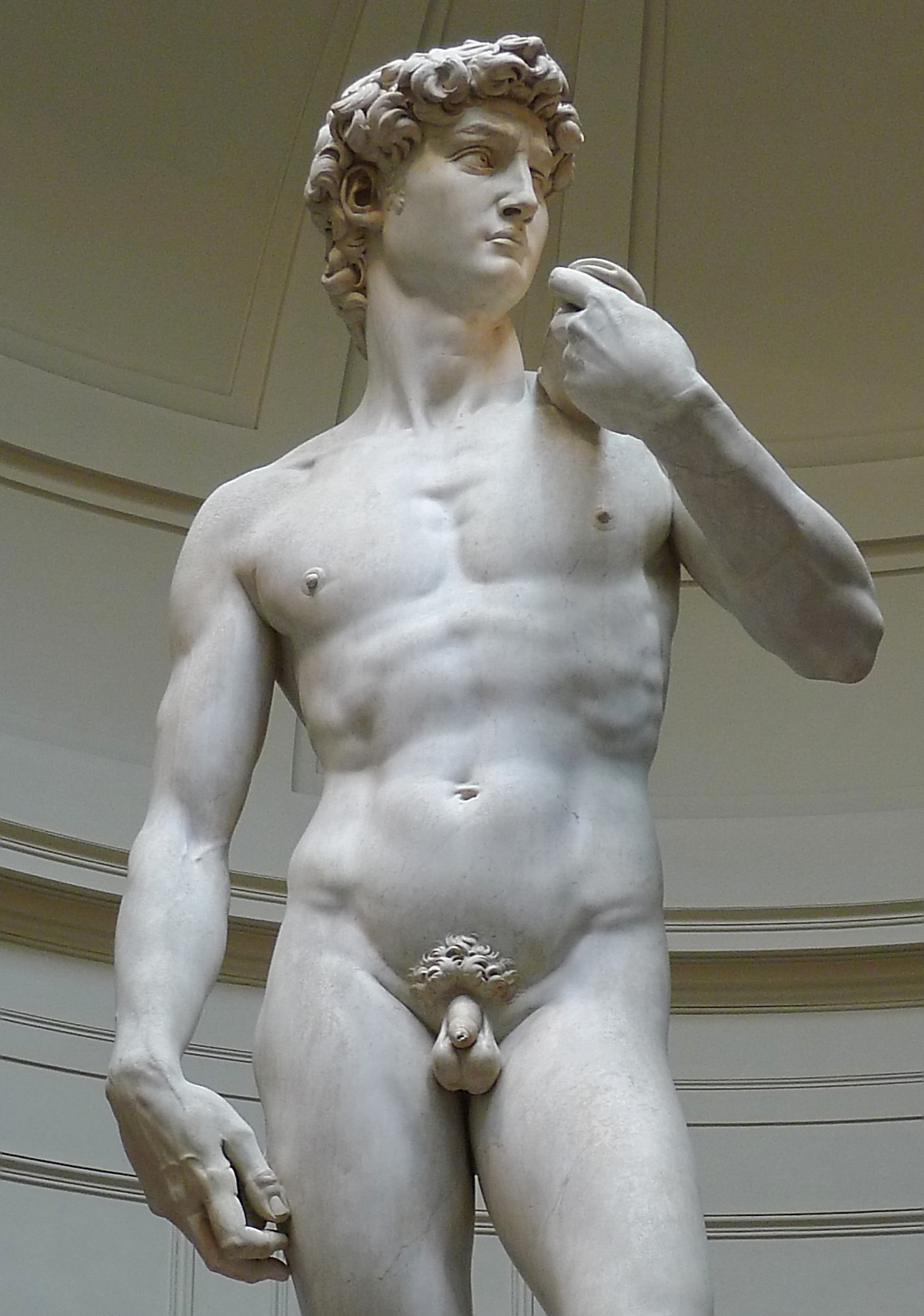
Particolare

Per dare maggiore espressività e risalto Michelangelo ingrandisce leggermente la testa e le mani, nodi cruciali, perfezionati armonicamente con la veduta privilegiata dal basso. Questo effetto è adesso meno apprezzabile in seguito al suo trasferimento nel museo dove la statua è stata collocata su un piedistallo più basso di 63 centimetri. In queste variazioni di proporzione si possono leggere anche motivazioni di carattere filosofico: la testa rappresenta la ragione, quindi il mezzo che permette all'uomo di pensare e di distinguersi dalle bestie; le mani sono invece lo strumento di cui la ragione si serve per operare e creare.

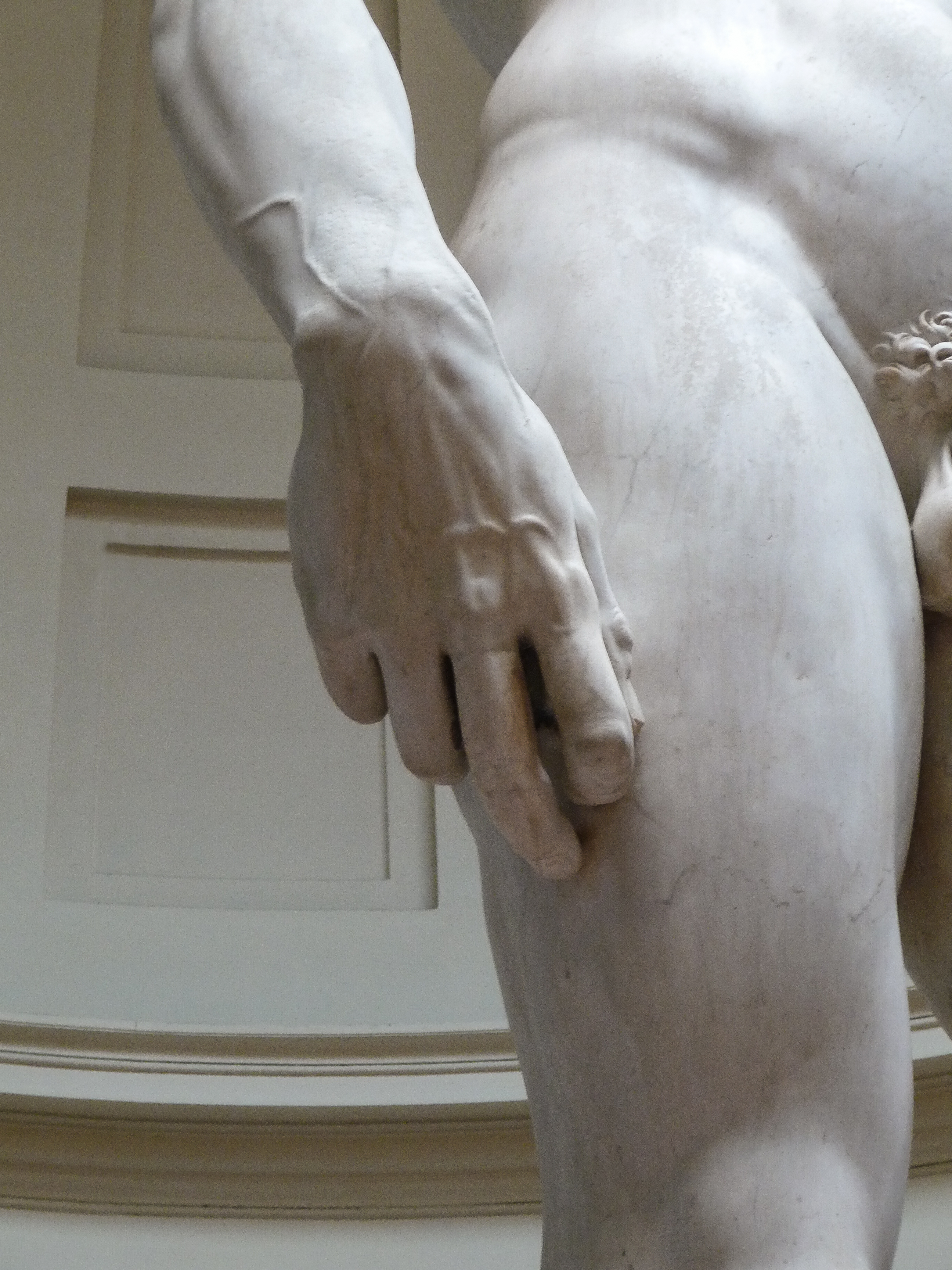
Particolare della mano

Tra i riferimenti a statue precedenti gli storici colsero analogia coi Dioscuri di Montecavallo, con le rappresentazioni di Ercole su sarcofagi romani o sul pulpito del battistero di Pisa di Nicola Pisano; lo scatto laterale del volto concentrato era già stato usato da Donatello, nel San Giorgio; per quanto riguarda la lezione che Michelangelo trasse da altre sue opere precedenti, il trattamento della capigliatura e l'espressione concentrata e fiera sono ravvisabili, sebbene in scala minore, nel San Procolo dell'Arca di san Domenico a Bologna o nel San Paolo dell'Altare Piccolomini a Siena.

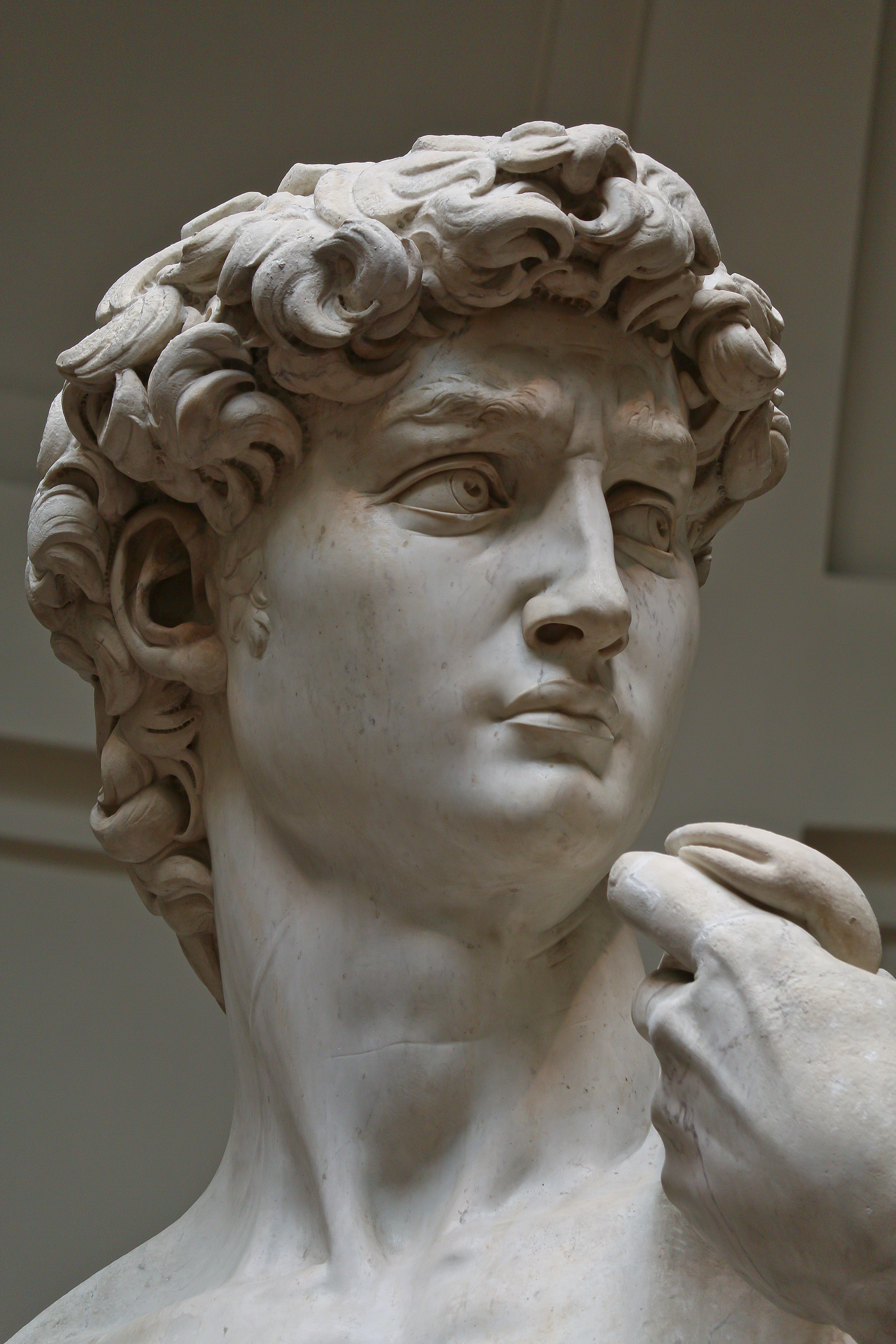
Particolare del volto

## Il restauro moderno e lo stato di conservazione
L'ultimo intervento di restauro è del 2003 finanziato da Michael J. Collins Family, Kathe e John Dyson, The Sager Family Foundation, Glynn Cohen Villa Mangiacane Art Foundation e Denise O'Leary and Kent Thiry. Sono state utilizzate nella fase di diagnosi metodi moderni, come la scansione al laser dell'intera superficie, per simulare le zone di maggiore esposizione alla pioggia e agli altri agenti atmosferici e inquinanti. Il David è stato diviso in 68 zone fotografate digitalmente ognuna delle quali è stata analizzata secondo quattro tipi di problemi conservativi: difetti del marmo, depositi di materiali in superficie, rotture, residui di lavorazioni precedenti.
Per quanto riguarda la natura e la qualità del marmo, questo è attraversato da una grande quantità di venature e "taròli", inusuali nei marmi considerati buoni dagli artisti del XVI secolo; inoltre le zone maggiormente esposte alla pioggia (spalle, braccio destro, mano e piede sinistro) mostravano una erosione superficiale maggiore che nelle altre statue simili. Questa erosione è attribuibile anche in parte ai danni causati dall'incauto restauro del 1843 del Costoli, effettuato con metodi aggressivi, che arrivò a scavare la pelle del marmo in alcuni punti fino a 2 millimetri.
Vennero monitorati anche i "cretti", cioè le microscopiche crepe, concentrate all'altezza delle caviglie, apparse, secondo le fonti storiche, dopo il fulmine del 1512 e accentuate anche dal fatto che nella collocazione originaria la statua sporgeva di circa 28 centimetri rispetto al baricentro a causa del dissesto del terreno.
La statua inoltre mostrava ancora residui del calco tratto in gesso, tracce di encausto steso in funzione protettiva nel 1813, macchie di cera depositata in occasione di cerimonie pubbliche durante i secoli di esposizione, e anche delle macchie brune di ossidi di ferro lasciati durante la costruzione di un gabbiotto protettivo nel 1872.
Alcuni particolari del David sono veri e propri rifacimenti di diverse epoche: parte della fionda e della mano destra sono successivi ai danneggiamenti del 1527, il dito medio della mano destra è del 1813, il mignolo del piede destro è del 1851.
Il lavoro di ripulitura del David è stato effettuato con tecniche molto semplici. I residui di gesso sono stati asportati con impacchi di acqua distillata su polpa di cellulosa e sepiolite con interposizione di carta giapponese. Le macchie di cera sono state asportate con un tampone imbevuto di un'essenza di petrolio, mentre l'encausto è stato eliminato meccanicamente con il bisturi e l'ausilio del microscopio. Con lo stesso sistema sono state tolte le stuccature della ricostruzione del braccio sinistro, sostituito da un impasto di calce e marmi polverizzati.
Oltre alla dovuta pulitura i restauratori hanno cercato di ottenere una maggiore uniformità cromatica e una migliore leggibilità al capolavoro michelangiolesco.

## Repliche
Nel 1846, Leopoldo II di Lorena commissionò al bronzista Clemente Papi un calco in gesso, oggi conservato presso la Gipsoteca dell'Istituto d'Arte di Firenze: questo calco fu ed è tuttora di importanza fondamentale, perché da questo sarebbero derivate tutte le successive copie, evitando all'originale i rischi che l'operazione di calco comporta.
Il gesso doveva servire a creare una copia in bronzo, da collocare al posto dell'originale nella piazza: il bronzo poteva infatti garantire la perfetta copia nello stampo derivato dal gesso, e non era infrequente in quegli anni affidare a materiali diversi la creazione di opere sostitutive, come avvenne per esempio anche per le nicchie esterne Orsanmichele. Gli alti costi per la traduzione in bronzo e le difficoltà tecniche dell'impresa per le dimensioni della figura portarono a una lunga interruzione dei lavori, e solo nel 1866 (aperti i locali della nuova fonderia reale nei pressi di porta San Gallo e resosi disponibile il bronzo di una serie di cannoni dismessi dagli arsenali militari di Firenze) Clemente Papi potette procedere al getto, a spese del governo della Toscana e del Governo del Regno d'Italia. Vista l'eccezionalità dell'impresa il bronzo fu quindi inviato e presentato all'Esposizione Universale di Parigi del 1867 dove, oltre all'unanime plauso, fu premiato dalla giuria con una medaglia al merito. Tuttavia la realizzazione fu giudicata non consona per essere collocata in piazza della Signoria, reputando che il bronzo avrebbe alterato i rapporti cromatici dello spazio. Nel 1868 il governo donò quindi al Comune di Firenze la copia, lasciando all'amministrazione il compito di trovare una adeguata sistemazione, collocandolo solo il 13 settembre del 1875 al piazzale Michelangelo nel Monumento a Michelangelo.
In piazza della Signoria si dovette attendere il 1910, quando venne completata una copia marmorea, realizzata dallo scultore Luigi Arrighetti, vincitore di un apposito concorso indetto per la sua realizzazione.
Un'altra copia della statua fu offerta da Firenze a Gerusalemme nel 1995 per celebrare il terzo millennio dalla conquista della città da parte di David. La proposta scatenò ampie proteste tra gli abitanti del luogo (in larga parte ebrei ortodossi, ma anche presso la comunità araba), che consideravano il nudo michelangiolesco non adeguato a un eroe biblico, ma troppo vicino a un ideale estetico classicista e dunque pagano; alla fine fu raggiunto un compromesso optando per una riproduzione del David di Verrocchio, che è vestito.
In occasione dell'Expo 2020, ritardato di un anno a causa della pandemia di COVID-19, è stata realizzata una fedele riproduzione della statua mediante la stampa in 3D, e la notizia di questo ambizioso progetto ha subito fatto il giro del mondo. Una delle difficoltà maggiori è stata dettata dalle dimensioni: le stampanti 3D infatti hanno la possibilità di stampare solo oggetti di dimensioni limitate. Essendo in scala 1:1 si è deciso quindi di stamparla in 14 parti diverse, che in totale hanno un peso di circa 400 kg. L'opera è stata realizzata utilizzando avanzate tecniche di scansione laser, che hanno permesso di riprodurre fedelmente anche i più piccoli dettagli. L'opera è stata esposta a Dubai, da ottobre 2021 a marzo 2022, nel padiglione italiano.